# Borbély Ádám
Borbély Ádám (Debrecen, 1995. június 22. –) magyar válogatott kézilabdázó, a Veszprém KKFT játékosa.

## Pályafutása

### Klubcsapatokban
Szülővárosának csapatában, a Debrecenben kezdett kézilabdázni, majd  fiatalon Veszprémbe került, de előtte megfordult a PLER utánpótlás csapatánál is. Kölcsönben szerepelt a Balatonfüredben és a Tatabányában is. Az MKB-MVM Veszprém első csapatában 2014 májusában, a bajnoki döntőben jutott először fontosabb szerephez, amikor Fazekas Nándor sérülése miatt visszarendelte a füredi kölcsönjátékból. A kétmérkőzéses döntő első találkozóján lépett pályára a végül bajnoki címet ünneplő bakonyi csapatban.
A 2016–2017-es szezont a tatabánya kapusaként töltötte, majd a folyamatos játéklehetőség miatt a lengyel Wisła Płockhoz szerződött két évre. A lengyel csapattal a Bajnokok Ligájában is szerepelhetett, többször csapata legjobbjai közé tartozott, a Barcelona elleni csoportmérkőzésen nyújtott teljesítményével az európai szaksajtó figyelmét is magára irányította. 2019 nyarától újból a Grundfos Tatabánya játékosa lett. Egy idény elteltével az élvonalban újonc Veszprém KKFT csapatában folytatta pályafutásárt.
2022 nyarától a Ferencváros játékosa.

### A válogatottban
Ljubomir Vranjes 2017 őszén hívta meg először Borbélyt a magyar válogatott keretébe. Az utánpótlás-válogatottaknak meghatározó tagja volt, 2017-ben a Handball-Planet szakportál a legtehetségesebb junior korú játékosok közé jelölte. Részt vett a 2018-as Európa-bajnokságon.
Tagja volt a 2021-es világbajnokságon 5. helyezett csapatnak.